# La Molina (Corpus Christi)
Koordinaten: 27° 45′ N, 97° 27′ W
La Molina ist seit 1954 ein 140 Acre umfassendes Stadtviertel am westlichen Stadtrand von Corpus Christi im US-Bundesstaat Texas. Es bestand in seiner Anfangszeit nahezu ausschließlich aus Familien mit mexikanischem und afroamerikanischem Hintergrund. So waren von seinen rund 8000 Einwohnern im Jahr 1970 rund ein Viertel Afroamerikaner und die große Mehrheit ethnische Mexikaner. La Molina, das bereits in seiner Anfangszeit als Problemviertel galt und sich diesen Ruf bis heute erhalten hat, wird umgangssprachlich auch als Mo-Town bezeichnet und bildet inoffiziell so etwas wie eine eigene Stadt innerhalb von Corpus Christi.

## Geschichte
Die Entwicklung von La Molina begann in den 1940er Jahren, nachdem Susano Molina das Land an die Paul Cox Land Company veräußert hatte. Die ehemals eigenständige Gemeinde wurde ebenso nach dem früheren Landeigentümer benannt wie die erste angelegte Straße, der Molina Drive. Parallel zum Molina Drive verlaufend wurden in östlicher Richtung die Straßen (Drives) Barrera, Angela, Elvira, Jose, Ramona, Valdez und Yolanda angelegt. Sie wurden ebenso wie die im Nordosten des Viertels erschlossenen Straßen (Streets) Lolita, Mendoza und Teresa sowie der südlich parallel zur Bloomington Street in Ost-West-Richtung verlaufende Villarreal Drive nach früheren Mitarbeitern der Paul Cox Land Company benannt. Die auf diesem Areal von der Paul Cox Land Company errichteten Gebäude wurden vorwiegend an Afroamerikaner und ethnische Mexikaner vergeben, deren angestammte Viertel im Norden und Westen von Corpus Christi nach dem Zweiten Weltkrieg überbevölkert waren.
Nachdem La Molina 1954 zu Corpus Christi eingemeindet worden war, wurden zwei Elementary Schools errichtet, von denen in den ersten Jahren die W. E. Hall Elementary von den ethnischen Mexikaner und die West Oso Negro School von den Afroamerikanern besucht wurde. In den 1960er Jahren wurden die ethnischen Begrenzungen der beiden Schulen aufgehoben, so dass es in der Folgezeit zu einer Annäherung der beiden Volksgruppen kam.

## Bekannte Bewohner
Die bekannteste Bewohnerin von La Molina war die Sängerin Selena Quintanilla, die das Haus Nummer 705 am Ende der Bloomington Street (Ecke Archdale Drive) bewohnte. Ihr zu Ehren wurde noch im Jahr ihrer Ermordung (1995) von Schülern der West Oso High School unter der Leitung des Kunstlehrers Dicky Valdez an einer Hauswand in La Molina (Ecke Bloomington Street und Elvira Drive) ein Mural errichtet.
Weitere bekannte Bewohner von La Molina waren der Footballspieler Riley Odoms, der Baseballspieler Richard Sandate sowie die Brüder Richard, Tito und Gilbert Guillen, die in den späten 1950er und frühen 1960er Jahren als Boxer agierten.